# Jamais sans mon fils
Une infirmière trop parfaite (Great Plains) est un téléfilm américain réalisé par Blair Hayes, diffusé en 2016.

## Fiche technique
- Réalisation : Blair Hayes
- Scénario : Mike Bencivenga, Blair Hayes et Kristofer McNeeley
- Photographie : Samuel Calvin
- Musique : Todd Haberman
- Durée : 90 minutes
- Date de diffusion :
  -  France : 22 août 2016 sur TF1

## Distribution
- Tara Buck (VF : Géraldine Asselin) : Muriel
- Beth Grant (VF : Cathy Cerda) : Tess
- Billy Blair (VF : Thierry Mercier) : Chet
- JR Hatchett et Cate Jones : patrons du bars
- Larry Jack Dotson : Randall
- Damon Carney : Tommy
- Ginger Gilmartin : la serveuse
- Brett Bower : Wade
- Sean Stone (VF : David Gozlan) : Campbell